# Tinus Tels

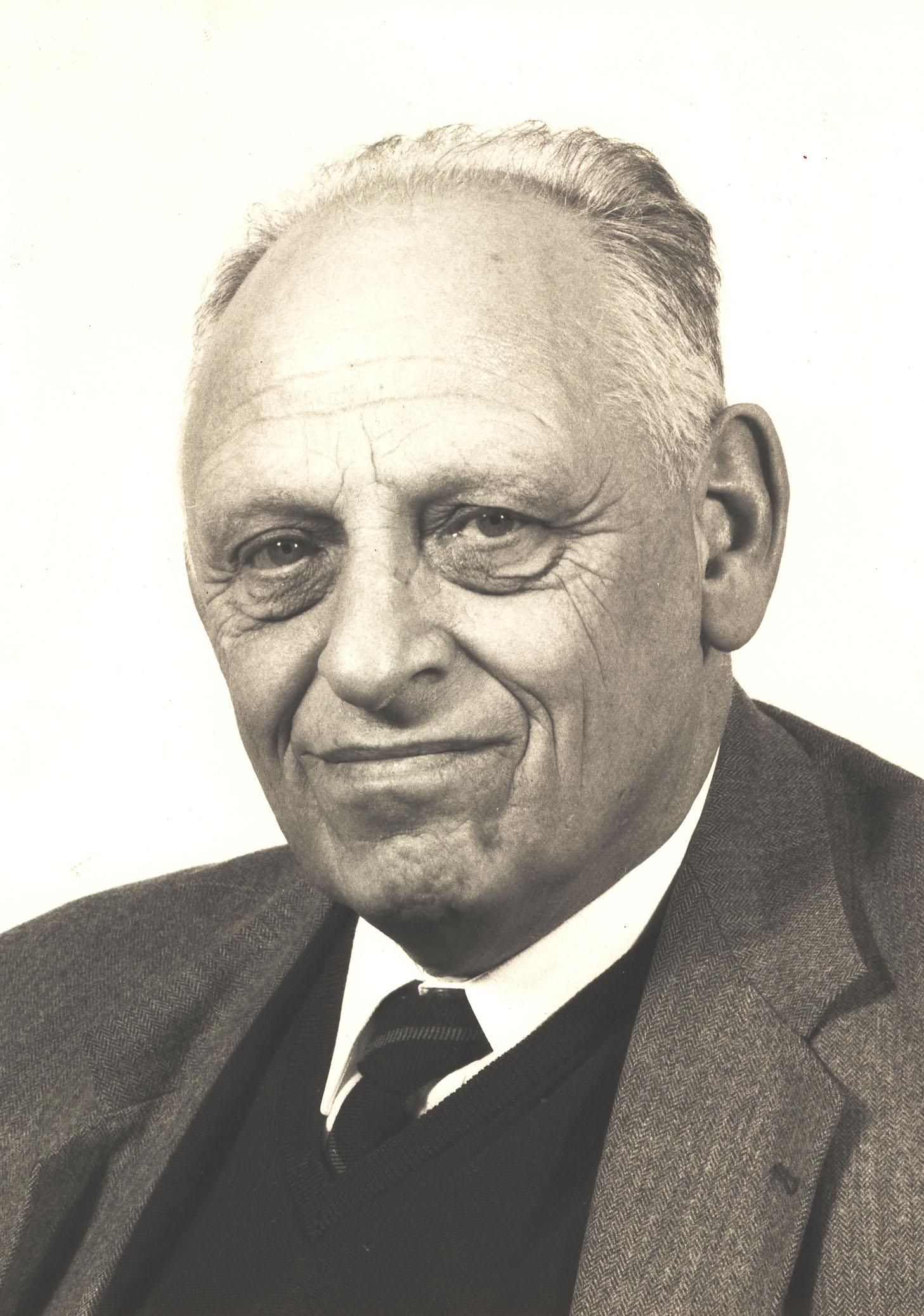
Professor Martinus Tels. (TU/e archives, ca. 1990)

Martinus (Tinus) Tels (Rotterdam, 16 augustus 1926 - Veldhoven, 2 januari 2008) was een Nederlands natuur- en scheikundige, hoogleraar en rector magnificus van de TU/e.

## Levensloop
Tels werd geboren op 16 augustus 1926 te Rotterdam. Zijn vader Harry Hijman Tels was advocaat en telg van een bekende familie, waardoor de familie tijdens de Tweede Wereldoorlog aan de Barneveldgroep werd toegevoegd (Harry Hijman kwam zelf echter niet bij de groep, door een vooroorlogse belediging van een hooggeplaatste nazi; hij werd gedeporteerd naar Mauthausen, waar hij omkwam). Tinus Tels verbleef met de rest van de groep eerst in Barneveld, werd vervolgens op transport gesteld naar Kamp Westerbork en uiteindelijk Theresienstadt. Hij overleefde de oorlog en keerde via Zwitserland terug naar Nederland.
Na de oorlog voltooide hij zijn schoolopleiding en studeerde vervolgens scheikunde aan de Technische Universiteit Delft. Tot 1960 bleef hij als hoofdassistent bij de universiteit met als onderzoeksgebied het mengen van vaste oliën en suikers en de zuivering van oppervlaktewater. Vanaf 1960 tot 1969 werkte hij bij Caltex en was verantwoordelijk voor het destillatielab, vervolgens voor de afdeling pilot plants en daarna voor toegepaste wiskunde en elektronische dataverwerking. In 1967 werd hij tevens buitengewoon hoogleraar Fysische Technologie aan de Universiteit van Amsterdam, waar hij onderzoek naar drag-reduction, menging van vloeistoffen in gepakte bedden en de thermische stabiliteit van adiabatische roerreactoren deed.
Tels was vanaf 1974 als hoogleraar fysische technologie verbonden aan de faculteit Scheikundige Technologie van de TU/e. In het onderzoek was hij pionier op het gebied van de pyrolyse en scheiding van vaste afvalstoffen. In 1977 werd hij plaatsvervangend decaan, en vanaf 1982 decaan van deze faculteit.
In 1988 werd hij rector magnificus van de TU/e. Deze functie legde hij in 1991 neer als gevolg van de affaire Buck-Goudsmit.

## Onderscheidingen
Tels werd onderscheiden met
- Erepenning van de TU/e (1991)
- Ridder in de Orde van de Nederlandse Leeuw (1992)

## Trivia
Tels was ook oud-voorzitter van de Nederlandse Zionistenbond.
Tinus Tels ontving op 2 december 1991 het eerste exemplaar van de naar hem vernoemde ’Tinus’ Award, een aanmoedigingsprijs die van 1991-1998 werd toegekend aan actieve studenten en medewerkers van de TU/e in de categorieën docent, sport, cultuur, politiek en organisatie. Het plastiek van de kunstenaar Wim van Berkel staat symbool voor kennis en wetenschap.